# Gottes Engel sind überall
Gottes Engel sind überall ist ein österreichisches Filmmelodram aus dem Jahre 1948 von Hans Thimig mit Attila Hörbiger und dem damals knapp achtjährigen Kinderdarsteller Heiki Eis in den Hauptrollen. Co-Drehbuchautor Peter Francke lieferte mit dem Roman „Anderthalb Weidinger“ die literarische Vorlage.

## Handlung
Frühjahr 1945. Die alliierten Soldaten stehen tief in deutschem Reichsgebiet. Auch der bereits etwas betagte Wiener Josef „Joschi“ Weidinger wurde noch auf den letzten Drücker zur Wehrmacht eingezogen und in den Wirren der letzten Kriegstage in der norddeutschen Tiefebene von seiner Einheit getrennt. Joschi zieht es heim nach Wien, zurück zu seinen Wurzeln. Auf seiner beschwerlichen und gefährlichen Reise zwischen den Feindeslinien lernt der versprengte Soldat den kleinen Florian kennen, der wie er heimatlos geworden ist. „Flori“, wie man den Sechsjährigen zumeist nennt, wurde auf der Flucht vor den feindlichen Armeen von seiner Mutter, der Witwe eines österreichischen Ingenieurs, bei einem Tieffliegerangriff getrennt und sucht nun auf dem Heimweg bei Joschi Begleitung und Schutz. 
Tatsächlich erreicht das ungleiche Paar nach allerlei Abenteuer und Gefahren auf dem Heimweg über Ober- und Niederösterreich die inzwischen befreite österreichische Hauptstadt unbeschadet. Auf dem Weg dorthin hat Joschi den kleinen Flori zwischenzeitlich sehr lieb geworden, und da der Junge offensichtlich heimat- und familienlos geworden ist, nimmt er ihn nur zu gern an Kindes statt an. Doch Floris Mutter hat überlebt und will natürlich unbedingt ihren Sohn zurück. Joschi gibt diesen nur ungern her, doch als er bemerkt, wie sehr der Junge an seiner Mutter hängt, lässt er ihn ziehen. Derweil wartet daheim auch auf Joschi ein neues Glück in Gestalt einer Frau, die schon ihr Leben lang auf ihn gewartet hat.

## Produktionsnotizen
Gottes Engel sind überall entstand im Herbst 1947 und im Winter 1947/48 im Atelier von Wien-Sievering sowie mit Außenaufnahmen in Gmunden und Wels (Oberösterreich) sowie in Melk (Niederösterreich) und wurde am 22. März 1948 in Wien uraufgeführt. Auch auf dem Locarno Film Festival Anfang Juli 1948 war der Film zu sehen. In Deutschland lief Gottes Engel sind überall am 26. Oktober 1949 in Bamberg an.
Produzent und Komponist Anton Profes übernahm auch die Produktionsleitung. Werner Schlichting gestaltete die Filmbauten. Schauspielveteran Hans Marr gab hier seine Abschiedsvorstellung vor der Kamera; es war sein einziger Nachkriegsfilm.

## Kritiken
“Eine gemütvolle Mischung aus Komödie und Drama, Zeitbezügen und »Ewiggültigem«, die mit fast schlafwandlerischer Sicherheit den Mittelweg des kleinsten Publikumswiderstandes findet. Anzunehmen ist, dass Thimig viele Szenen mit starkem, dramatischem Potenzial möglichst leicht gestaltete (etwa die Begegnung mit der Feldgendarmerie), da den Zuschauern damals bewusst war, was wirklich auf dem Spiel stand.”
Das Lexikon des Internationalen Films urteilte: „Die zeitgemäße Odyssee, anspruchslos inszeniert, ist vor allem dank der beiden Hauptdarsteller liebenswert.“
Der ORF, der sich um die Rettung und Restaurierung verschollen geglaubter Kinofilme der frühen Nachkriegsjahre verdient gemacht hatte, befand: „Die ans Ende des Zweiten Weltkrieges verlegte Paraphrase des Chaplin-Klassikers "The Kid" kommt als gutgelauntes Road-Movie mit ernsten Untertönen daher.“